# Skiferie
 Der er for få eller ingen kildehenvisninger i denne artikel, hvilket er et problem. Du kan hjælpe ved at angive troværdige kilder til de påstande, som fremføres i artiklen.

Skiferien er en meget populær form for aktivitetsferie. Skiferie er karakteriseret ved at være en kombination af fysisk udfoldelse, god mad, restaurationsoplevelser og fremmede kulturer. Hvert eneste år rejser omkring 190.000 danskere på skiferie i vinterferien i uge 7, hvor den klart mest populære destination er Østrig med 69.000 besøgende.
Der er ikke de store muligheder for at stå på ski i Danmark, men der findes nogle få skihaller rundt omkring i landet, der forsøger sig med en indendørs løjpe. I Gjern finder man danmarks eneste udendørs skibakke med skilift. Bakken er 117 meter høj, og den er åben hele året rundt.
Hvis man vil stå på ski på naturlige løjper, skal man uden for Danmarks grænser. Her findes der gode destinationer både til nord og syd. De mest populære lande for danske skientusiaster er Frankrig, Østrig, Sverige og Norge, og de mest populære skisportssteder er Trysil, Val Thorens, Wagrain, Isaberg og Hemsedal. 
Det er ofte dyrt at tage på skiferie. Man skal både betale for selve rejsen med transport og hotel, og oveni dette skal man enten købe eller leje skiudstyr og betale for liftkort. Man skal blandt andet have ski, skistøvler, skitøj og diverse skiudstyr. Der er også mange der vælger, at stå på snowboard i stedet for ski. Dette er særligt en ting, som de unge mennesker finder interessant, og her er det også muligt at leje udstyret. 
For mange danskere er afterski en vigtig del af en skiferie. Det er et fænomen, hvor både unge og gamle fester på barer efter en lang dag på ski. Der bliver ofte drukket store mængder af øl, mens der spilles velkendte after ski-sange. Særligt i Østrig er afterski populært.